# Bruce Kulick
Bruce Howard Kulick (12. prosinca 1953.) je američki gitarist za grupu Grand Funk Railroad. Prije je bio dugovremenski član grupe Kiss.